# PAO Bank
PAO Bank是香港第七家开业的虚拟银行，前身为中国平安旗下壹賬通金融科技有限公司創立的平安壹賬通銀行（香港）（英語：Ping An OneConnect Bank (Hong Kong)，簡稱“PAOB”），于2020年9月29日正式开业。
2023年11月，陸金所以9.33億港元向金融壹賬通收購平安壹賬通銀行（香港）。2024年5月，银行正式更名为PAO Bank Limited。

## 請參閲
1. ↑  .   [2023-05-17]. （原始内容存档于2023-05-17）.
2. ↑  .   [2023-05-17]. （原始内容存档于2023-06-14）.
3. ↑  . 证券时报网. 2023-11-14  [2023-11-18]. （原始内容存档于2023-11-19）.
4. ↑  . 香港商報. 2024-05-06  [2024-06-06]. （原始内容存档于2024-06-06）.

## 外部鏈接
- 官方网站